# فيرينتس فورغاتش
البارون فيرينتس فورغاتش من غيمز و جاكس (باللاتينية: Baron Ferenc Forgách de Ghymes et Gács) (حوالي 1530م  في بودا – 19 يناير 1577م في إيطاليا في بادوفا)  أحد أساقفة المجر في الكنيسة الكاثوليكية الرومانية، وشغل منصب أسقف ڤاراد (حاليا: أوراديا ماري Oradea Mare) ومستشار ترانسيلفانيا بين عامي 1571م و1575م، وكان معلمه نيكولاس أولاهوس.
درس فيرينتس فورغاتش في بادوفا وحصل على الدكتوراه. وعند عودته إلى وطنه، أصبح على الفور قسيسًا في إيجر (كاهن كاتدرائية). أصبح أسقفًا رمزيًا لڤاراد (أوراديا) عام 1566م. سعى جاهدًا في ذلك الوقت لمواصلة القتال وخوض معركة حاسمة ضد العثمانيين.
ترك خدمة آل هابسبورغ في عام 1569م وسافر إلى ترانسلفانيا حيث انتُخب بعد عامين مستشارًا وسرعان ما عُيّن دبلوماسيًا في كراكوف.

## عائلته
من ضمن أبناء أخيه:
- سيغموند فورغاتش بالاطين المجر.
- فيرينتس فورغاتش رئيس أساقفة إسترغوم.[2]

## اسمه
اسمه Baron Ferenc Forgách de Ghymes et Gács مكتوب باللاتينية بصيغتها التي كانت تُستخدم في أوروبا الوسطى خلال العصور الوسطى وعصر النهضة لتوثيق الألقاب والنسب.
- Baron = لقب "بارون" باللاتينية أو الإنجليزية (أصلها لاتيني).
- Ferenc Forgách = اسم مجري (فرينتس فورغاتش).
- de Ghymes et Gács = صيغة لاتينية تعني "من غيمش ghymesi، وغاتش gácsi" (أماكن أو إقطاعات النبيل).

كان النبلاء في المجر وكرواتيا وأوروبا الوسطى في تلك الفترة غالبًا ما يُدوَّنون أسماؤهم باللاتينية في الوثائق الرسمية، حتى وإن كانت أسماؤهم نفسها مجرية أو كرواتية.

## سيرته
شجعه شقيقه الأكبر، الجنرال سيمون فورغاتش (بالمجرية: Zsigmond Forgách) (؟ - 1563م القائد العسكري، على ممارسة مهنة عسكرية، لكنه دخل الكنيسة بناءً على طلب رئيس أساقفة إسترغوم ، ورئيس أساقفة المجر ميكلوس أولاه (بالمجرية: Oláh Miklós). أتم دراسته في بادوفاعلى نفقة أولاه، وعاد منها حاملاً شهادة دكتوراه في العلوم الإنسانية، قسيسًا في إيجر حتى قبل أن يتم رسامته.
عند وفاة الأسقف ماتّياس زاباردي (بالمجرية: Zabardy Mátyás) ، أسقف أوراديا (نياغرافاد) (بالمجرية: nagyváradi) في 12 أغسطس 1556م، رشحه فرديناند الأول من آل هابسبورغ ليصبح أسقفًا أوراديا وأصدر له قرار التعيين في 26 أغسطس، لكنه لم يشغل هذا المنصب أبدًا.
في عام 1558م، أرسل فرديناند بعثة مجرية إلى مجلس الإمبراطورية في ريغنسبورغ لطلب دعم النبلاء الألمان ضد العثمانيين، وعُهد بقيادتها إلى الشاب فورغاتش الذي ألهم الحضور بخطاب قوي دفعهم لتقديم تضحيات كبيرة: أربعين ألف جندي مشاة وثمانية آلاف فارس للمعركة ضد العثمانيين.
نال فيرينتس فورغاتش رضا الملك بفضل حماسه وروحه المعنوية العالية، فضمّه إلى مستشاريه الخاصين عام 1559م ومنحه دير بورنوي (بالمجرية: pornói). ومنذ ذلك الحين، أصبح له تأثيرا كبيرا على شؤون الدولة، حيث اهتم بقوة بمصالح البلاد، وكان هدفه الرئيسي استعادة وحدة الإمبراطورية المجرية وإنهاء الانقسام والحرب الأهلية.
في عام 1560م، أصبح فورغاتش نائب المستشار الملكي؛ وفي 16 يوليو أكّد البابا بيوس الرابع تعيينه في منصب الأسقف، ورُفّع لقب عائلته فورغاتش إلى رتبة البارونية. خلال هذه السنوات، كان غالبًا ما يكون بجانب الملك في فيينا وبراغ، يدعمه بالمشورة والدعم المالي.
في ديسمبر 1562م، زار مدينة أنتويرب بناءً على تكليف من فرديناند الأول برفقة زميله بيتر كيغليفش، حيث أرسل رسالة إلى الملك بتاريخ 28 ديسمبر (نُشرت في مجلة التاريخ عام 1881م). في 20 سبتمبر 1563م، حضر تتويج ماكسيميليان الأصغر ملكًا على بوهيميا في براغ، ولاحقًا شارك مع فرديناند في البرلمان في براتيسلافا، حيث عُيّن رئيسًا للجنة المسؤولة عن ضبط الحدود النمساوية بموجب المادة 60 الفقرة 2. في نفس البرلمان، في 1 نوفمبر، مُنح منصب رئيس دير براتيسلافا. كان فورغاتش مستشارًا مقرّبًا لماكسيميليان أيضًا.
في عام 1566م، وفقًا لقرارات اجتماع توردا، احتل يوحنا سيجيسموند ناجيفاراد؛ حينها تقدم فورغاتش بطلب للحصول على مقعد أسقفية جيور الذي أصبح شاغرًا بوفاة بال جريجوريانتش، لكنه لم يُمنح المنصب. أثّر حكم الملك الاستبدادي والوضع المحزن للبلاد والظلم الشخصي على فورغاتش كثيرًا، حتى قرر التنحي عن منصبه والسفر إلى إيطاليا.
في عام 1569م، توجه إلى بلاط يوحنا سيجيسموند في ترانسيلفانيا، حيث مُنح رتبة مستشار وأُعطي ست قرى من عقارات دير كولوزمونوستور الملغي كهدية. وفي نفس العام عاد إلى إيطاليا، لكنه عاد إلى جيولافيهيرفار في 1570م.
في 25 مايو 1571م، عندما انتخب البرلمان بستيريا أسطفان باتوري أميرًا، عيّن فورغاتش مستشارًاله، وأُرسل كمبعوث إلى كراكوف في 1574م.
عندما غادر بلاط الملك ماكسيميليان الثاني، لم يتخلَ فورغاتش فقط عن لقب أسقف ڤاراد بل حصل أيضًا على إعفاء من البابا، وكان ينوي أن يصبح علمانيًا ويتزوج، لكنه لم يُحقق نيته. نعرف هذا من رسالة كتبها في 26 نوفمبر 1573م من كولوزفار إلى أندراش دوديث (بالمجرية: Dudith Andráshoz)، ونشرها أرباد كارولي (بالمجرية: Károlyi Árpád) من الأرشيف السري في فيينا (مجلة Századok عام 1880م)، وكتب في الرسالة: «أستطيع أن أكتب عن نفسي أنني لم أتزوج بعد. أرغب بالزواج الآن بكل سرور؛ لأنني أملك إعفاءً من البابا؛ لكن الناس نادرون هنا. كان يكفيني الآن لو وجدتُ شخصًا مناسبًا لي ولو إلى حد ما. الآن لا أعلم ما سيُعطيني الله، لكن نيتي ألا أؤجل الأمر كثيرًا».
عبّر فورغاتش في هذه الرسالة بوضوح عن آرائه المعارضة تمامًا للتطلعات النمساوية، وانتقد غاسبار بيكيس الداعم للألمان، وأعرب عن سعادته بوصول الملك البولندي الجديد، منافس الإمبراطور ماكسيميليان الثاني، في 1 مارس 1574م.
كان فورغاتش في كراكوف كسفير لأسطفان باتوري، وحضر تتويج هنري فالوا ملك بولندا. وخلال فترة وجوده مع باتوري (1571م–1575م)، استمر في عمله، لكن العمل الشاق أضر بصحته، ونصحه الأطباء بأن ينتقل إلى مناخ إيطاليا؛ فقد كان يعاني من مرض في الرئة. وفي يوليو عام 1575، ذهب إلى بادوفا ، حيث توفي بعد ذلك بعامين.

## وفاته
سافر إلى بادوفا للتعافي عام 1575م وتُوفي هناك بعد عامين.

## مناصبه
من أهم مناصبه:
- مستشار ملكي خاص في عام 1559م
- نائب المستشار والبارون في عام 1560م
- رئيس كهنة بوزوني في عام 1563م

## من مؤلفاته المنشورة
- Oratio in funere Augustiss. Potentis. Felicis. Pacifici, Pientiss خطبة في جنازة صاحب الجلالة الأسمى، القوي، السعيد، المسالم، الورع (1565م).
- ’Zigethi, Hungariae claustri praestantissimi vera Descriptio et Obsidionis Epitome الوصف الحقيقي والحصار الموجز لزيغيت، أحد أعظم حصون المجر (1587م).
- Francisci Forgachii de Ghymes Pannonii فرانشيسكي فورغاتشي دي غيميش البنوني (1788م).